# Lady Bug
Lady Bug est un jeu d'arcade de type labyrinthe sur le thème des insectes produit par Universal Entertainment et sorti en 1981. Son système de jeu est similaire à celui de Pac-Man avec comme principale différence la possibilité d’interagir avec des portails qui modifient l'agencement du labyrinthe. La version arcade d'origine est restée confidentielle mais le jeu a connu un succès plus important à la suite de la sortie de la console ColecoVision dont il faisait partie des titres de lancement.

## Description

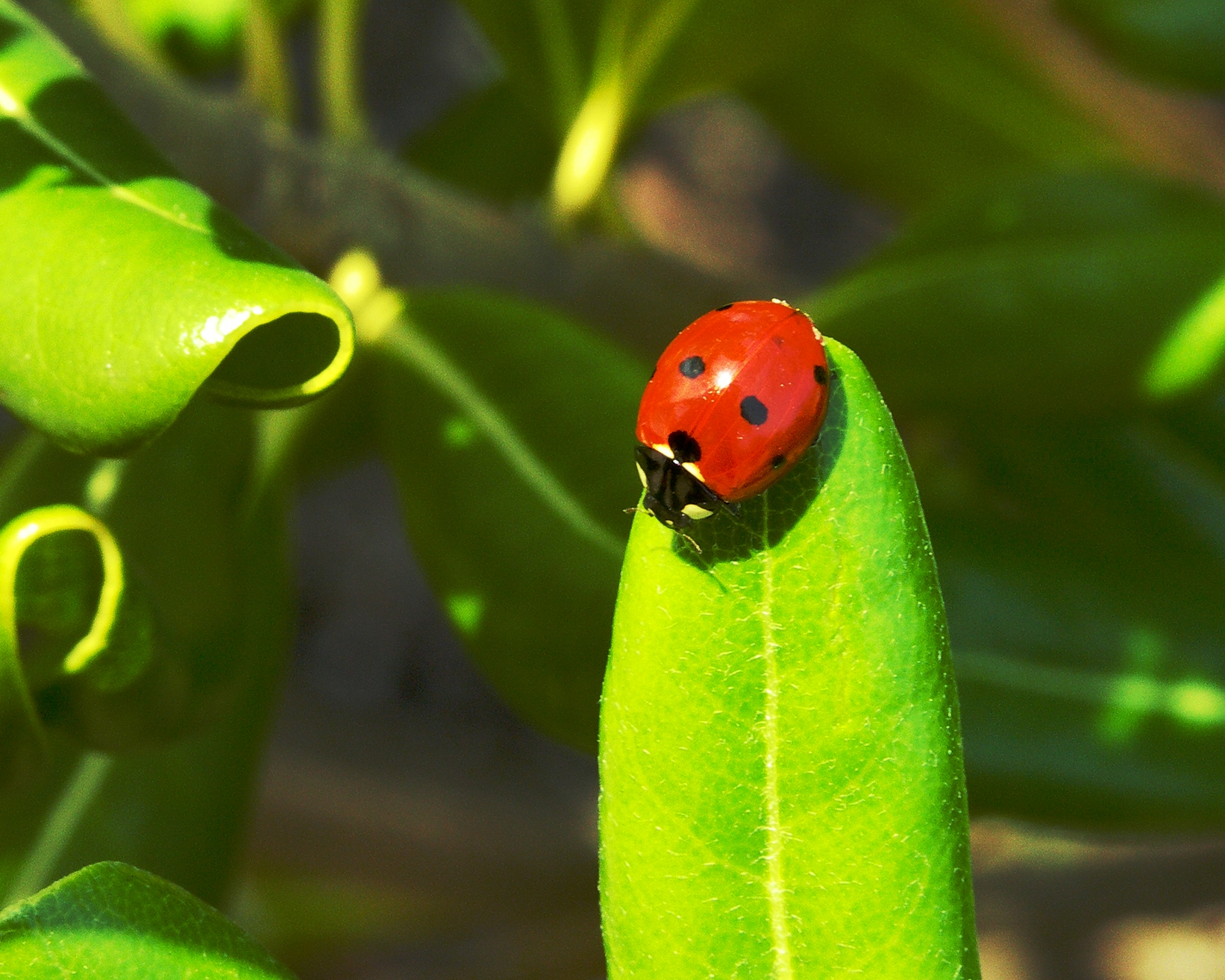
Coccinelle, insecte qui a inspiré le nom du jeu et le personnage jouable

Le but de Lady Bug est, au sein d'un labyrinthe, de manger toutes les fleurs, cœurs et lettres tout en évitant les autres insectes. Le joueur est représenté par un personnage rouge, jaune et vert ressemblant à une coccinelle (« ladybug » en anglais) tandis que l'apparence des insectes ennemis change selon le niveau. La bordure du labyrinthe fait office de chronomètre dont chaque tour est synonyme d'apparition d'un nouvel ennemi au niveau de la zone centrale jusqu'à (généralement) un maximum de quatre. La vitesse d'apparition augmente aux niveaux 2 et 5.
Il y a huit insectes ennemis différents — un nouvel insecte est présenté pour chacun des huit premiers niveaux. À partir du niveau 9, chaque niveau contient quatre ennemis différents.
Contrairement à Pac-Man, le joueur peut altérer l'agencement du labyrinthe en pivotant chacun des vingt portails verts. Il n'est cependant pas possible d'isoler complètement une partie du labyrinthe via ces portails.
Quand le quatrième ennemi entre dans le labyrinthe, la zone centrale fait apparaitre un végétal spécifique à chaque niveau. Manger un végétal donne au joueur des points bonus et immobilise les insectes ennemis pour quelques secondes bien que leur contact reste fatal. Des icônes de squelettes sont placées aléatoirement dans le labyrinthe et sont létales. Un insecte tué retourne dans la zone centrale. Lorsqu'un végétal est mangé, la zone centrale reste vide jusqu'à ce qu'un ennemi meure et soit de nouveau libéré, laissant apparaitre une nouvelle fois un végétal. Une coccinelle qui meurt rétrécit et est rapidement remplacée par des icônes ressemblant aux stéréotypes halo et ailes d'anges.
La couleur des cœurs et des lettres alterne entre un rouge d'une durée courte, un jaune d'une durée moyenne et un bleu d'une durée plus longue. Les valeurs en points sont les suivantes :
- Fleur : 10 points (20, 30 ou 50 points avec le multiplicateur approprié).
- Lettre/cœur bleu : 100 points (200, 300 ou 500 points avec le multiplicateur approprié).
- Lettre/cœur jaune : 300 points (600, 900 ou 1500 points avec le multiplicateur approprié).
- Lettre/cœur rouge : 800 points (1600, 2400 ou 4000 points avec le multiplicateur approprié).
- Végétal : débute à 1000 points et augmente de 500 à chaque niveau pour un maximum de 9500 points au niveau 18. Au-delà de ce niveau, l'apparence (raifort) et les points du végétal deviennent fixes.

Si un cœur est consommé lorsqu'il est bleu, un multiplicateur de points, dont la valeur est indiquée dans la section bleue dans le coin supérieur droit de l'écran, est appliqué. Le premier cœur bleu double toutes les valeurs en points, le second les triple et le troisième les quintuple. Ce multiplicateur dure jusqu'à la fin du niveau. Manger un cœur jaune ou rouge n'apporte aucun bénéfice en dehors des points supplémentaires collectés.
À chaque niveau, le labyrinthe contient trois lettres. La première sera sélectionnée aléatoirement entre les lettres X, T et R (contenues uniquement dans le mot EXTRA), la seconde entre les lettres S, P, C, I et L (contenues uniquement dans le mot SPECIAL) et la troisième sera un A ou un E (contenues dans les deux mots). Un objectif secondaire du joueur consiste à compléter les mots SPECIAL (indiqué en rouge dans le coin supérieur gauche) et EXTRA (en jaune au centre supérieur de l'écran). Si, par exemple, une lettre S est consommée alors qu'elle est rouge, la lettre correspondante du mot SPECIAL changera du gris au rouge. Manger un S d'une autre couleur (ou si le S de SPECIAL est déjà rouge) n'offre aucun bénéfice en plus des points collectés. Compléter le mot SPECIAL récompense le joueur avec une partie gratuite alors que compléter EXTRA offre une vie supplémentaire. Compléter un des deux mots fait retrouver au mot sa couleur d'origine et fait immédiatement passer le joueur au niveau suivant.

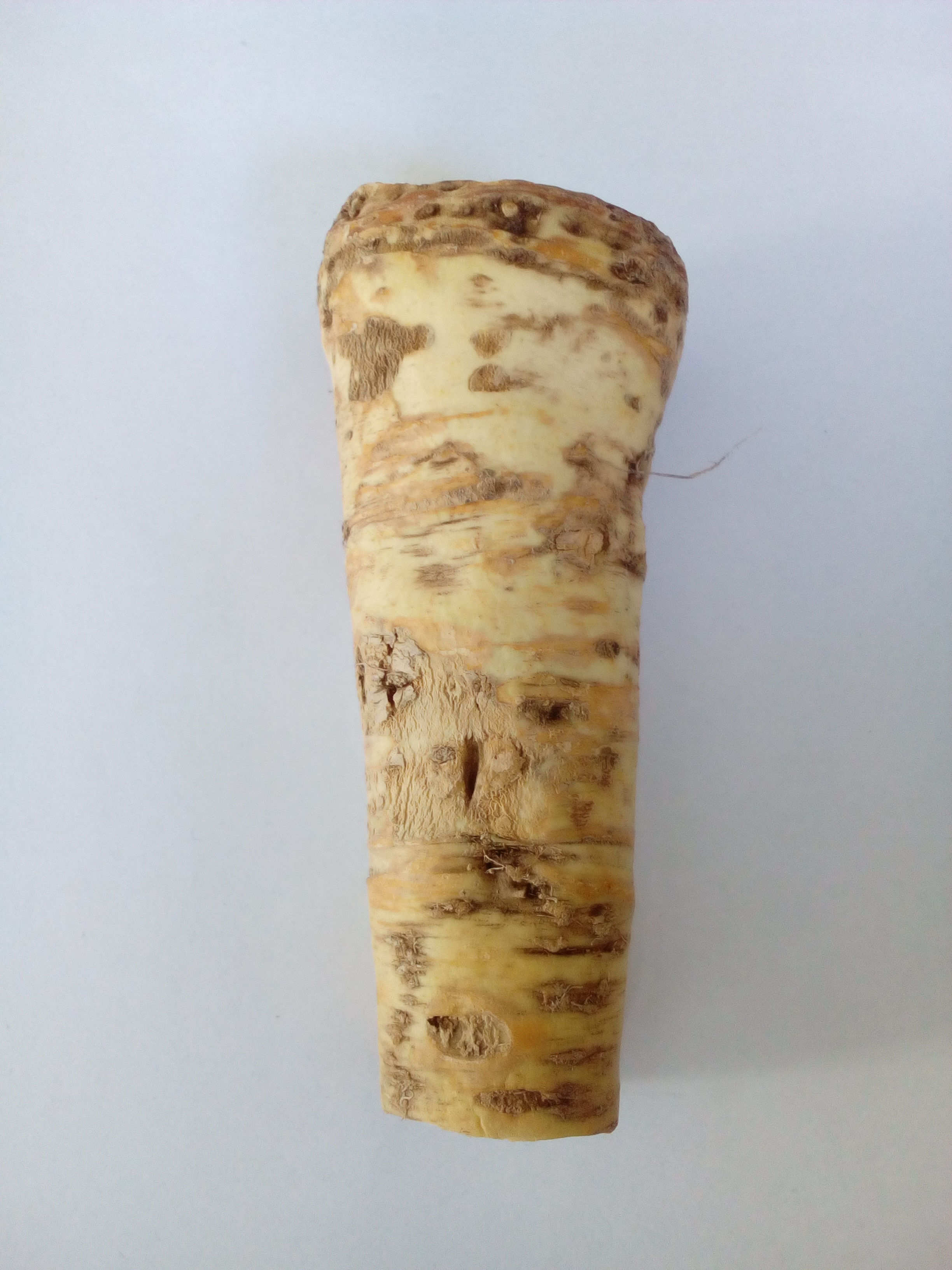
Raifort, le végétal apportant le plus de points dans le jeu

Les végétaux associés aux 18 premiers niveaux ainsi que leur valeur correspondante sont :  
1. Concombre (1000).
2. Aubergine (1500).
3. Carotte (2000).
4. Radis (2500).
5. Persil (3000).
6. Tomate (3500).
7. Citrouille (4000).
8. Pousse de bambou (4500).
9. Radis japonais (5000).
10. Champignon (5500).
11. Pomme de terre (6000).
12. Oignon (6500).
13. Pe-tsaï (7000).
14. Navet (7500).
15. Piment (8000).
16. Céleri (8500).
17. Patate douce (9000).
18. Raifort (9500).

La mélodie jouée lorsqu'une nouvelle coccinelle entre dans le labyrinthe est un extrait d'une musique nommée "Ladybug Samba".[réf. nécessaire]

## Portages et clones
Lady Bug a été adapté pour les consoles de salon Intellivision et ColecoVision. Sur la version ColecoVision, compléter le mot SPECIAL place le joueur au sein d'un niveau bonus (appelé « Vegetable Harvest ») où l'objectif est de consommer un maximum de végétaux placés aléatoirement dans le labyrinthe durant un temps limité. Ce niveau n'existe pas dans la version Intellivision. En 1982, un catalogue de cartouches fabriqué par Coleco pour l'Atari 2600 annonce qu'une version Atari 2600 du jeu sera prochainement publiée, mais Coleco n'a jamais réalisé de portage sur cette console.[citation nécessaire]
Un clone nommé Bumble Bee (bourdon en français) remplaçant la coccinelle par un bourdon et les ennemis par des araignées a été publié en 1983 et 1984 par Micro Power pour le BBC Micro, l'Acorn Electron et le Commodore 64.

## Réception

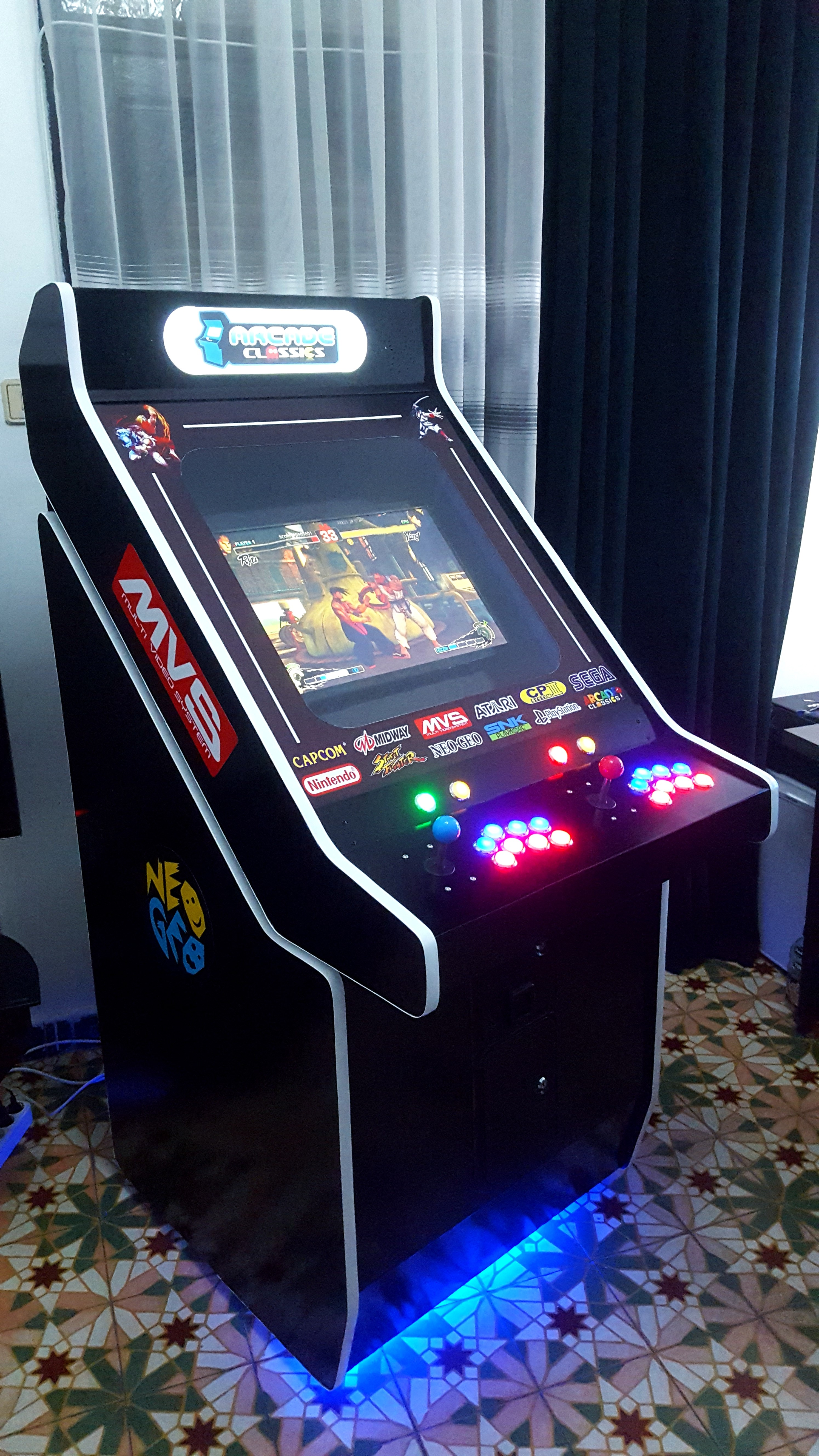
Exemple de borne d'arcade, plateforme sur laquelle est sortie la version originale du jeu

Lady Bug ne rencontra pas un succès majeur en salle d'arcade et fut simplement considéré comme un jeu correct. Cependant, il fut apprécié pour son originalité par rapport à ses concurrents du genre jeu de labyrinthe. En janvier 1983, les Arkie Awards lui remirent un « Certificate of Merit » (certificat du mérite en français) en tant que finaliste de la catégorie « Most Innovative Coin-Op Game » (jeu de jetons le plus innovant).
Le magazine « Creative Computing Video & Arcade Games » affirma en 1983 que Lady Bug était plus qu'un clone de Pac-Man grâce à son système de portails pivotants qui le distinguait des autres jeux de labyrinthe. Au sein de la rédaction, la version ColecoVision devint plus populaire que le jeu d'arcade disponible dans les locaux.
Le jeu a été évalué dans la section « Arcade Alley » du magazine Video, dans laquelle il a été décrit comme un jeu de labyrinthe reprenant toute la vitesse et les sensations de Pac-Man mais avec un style de jeu davantage orienté stratégie et empruntant des fonctionnalités des jeux de flipper. Les sons et graphismes étaient vus comme égaux voir supérieurs à l'original et les rédacteurs mettaient principalement l'accent sur l'utilisation innovante des couleurs et du pivotage de portails. La critique négative la plus significative concernait le contrôle des mouvements qui était considéré comme rigide et saccadé. 
Cette version du jeu fut populaire et gagna la récompense du jeu vidéo de l'année dans la catégorie « 16K or more ROM » (ROM de 16K ou plus en français) de la cinquième édition annuelle des Arkie Awards, dans laquelle les juges ont décrit le jeu comme une exceptionnelle adaptation pour console de salon d'un jeu de jetons culte. Le jeu reçut des appréciations positives les années suivantes, dont la réputation d'être le jeu de labyrinthe le plus difficile et le mieux réussi.